# Gustaf Rydberg (musiker)
Frans Gustaf Rydberg, född 6 september 1860 i Stockholm, död 17 september 1904 i Härnösand, var en svensk trumpetare och militärmusiker.
Rydberg började studera vid Musikkonservatoriet i Stockholm 1872 och avlade musikdirektörsexamen 1888. Han blev trumpetare i Kungliga Hovkapellet 1880, fältmusikant vid Livregementets grenadjärkår 1881, med fanjunkares grad från 1888. Han tilldelades musikdirektörs namn, heder och värdighet vid Västernorrlands bataljon (sedermera Västernorrlands regemente) i Sollefteå 1891. Han skrev "Västernorrlands regementes marsch".